# Phyllonorycter antitoxa
Phyllonorycter antitoxa là một loài bướm đêm thuộc họ Gracillariidae. Nó được tìm thấy ở Peru.